# Agua Blanca de Iturbide
Agua Blanca de Iturbide è un comune del Messico, situato nello stato di Hidalgo, il cui capoluogo è la località omonima.